# Dansk-Islandsk Forbundslov af 1918
Den dansk-islandske unionslov af 1. december 1918 var en aftale underskrevet af Island og Danmark, som anerkendte Island som en fuldt suveræn stat, Kongeriget Island, frit knyttet til Danmark ved en personalunion med den danske konge som statsoverhoved. Island fik sit eget flag, erklærede sin neutralitet og bad Danmark om at repræsentere sine udenrigs– og forsvarsinteresser. Loven skulle revurderes i 1940 og kunne tilbagekaldes tre år senere, hvis der ikke var blevet opnået enighed.

## Baggrund
Mens nogle få fremtrædende islændinge, som fx Benedikt Sveinsson (den yngre), også ønskede at ophæve personalunionen med den danske konge, forfulgte islændingerne ikke dette mål med iver. Det var underforstået, at den danske konge ikke ville bruge de vetobeføjelser, der blev givet ham i henhold til Unionsloven, og ligeledes anså islændingene det risikabelt at blive fuldt uafhængige som en lille stat, og det blev anset usandsynligt, at danskerne og den danske konge ville give sit samtykke til den fulde ophævelse af forbindelsen med Island.
Historiker Gunnar Karlsson argumenterer for, at Danmark var villig til at give Island suverænitet af to grunde: For det første var selvbestemmelsen af folkeslag blevet vigtig i slutningen af 1. verdenskrig. For det andet havde Island vist, at det var i stand til at styre sine egne anliggender (begyndende med hjemmestyret i 1904) og forholdet til andre stater (under 1. verdenskrig, da Island var afskåret fra Danmark).

## Gennemførelse
Loven blev vedtaget ved en folkeafstemning i 1918 med et klart flertal for (90,9% af de afgivne stemmer), dog kun med en valgdeltagelse på 43,8%.
Loven bestemte, at Island blev en suveræn og fri stat i en kongelig personalunion med Danmark. Danmark skulle repræsentere Island i udenlandske anliggender, og statsborgerskabet skulle være gensidigt mellem de to stater.
Loven fastslog, at Danmarks højesteret ligeledes skulle fungere som Islands højesteret, indtil islændingene var enige om at tage retssager i deres hænder. Islands højesteret blev grundlagt to år senere i 1920.

## Oprettelsen af Republikken
Den 17. juni 1944 ophævede Island ved en ny folkeafstemning forbindelse med Danmark under besættelsen af Nazi-Tyskland, mens øen selv var besat af de væbnede styrker fra USA, Det Forenede Kongerige og Canada, ved at afvikle personalunionen med den danske konge og erklærede sig selv en republik.
Den danske Grundlov af 1953 indeholder en bestemmelse (§ 87), hvorefter "Islandske statsborgere, der i medfør af loven om ophævelse af dansk-islandsk forbundslov m.m. nyder lige ret med danske statsborgere, bevarer de i grundloven hjemlede rettigheder, der er knyttede til dansk indfødsret".